# Coppa Italia 1996/1997
Pohárový ročník Coppa Italia 1996/97 byl 50 ročník italského poháru. Soutěž začala 24. srpna 1996 a skončila 29. května 1997. Zúčastnilo se jí celkem 48 klubů.
Obhájce z minulého ročníku byl klub AC Fiorentina.

## Vítěz
| Coppa Italia 1996/97 L.R. Vicenza Virtus (1. titul) |